# المرة (زغرتا)
المرة  هي إحدى القرى اللبنانية من قرى قضاء زغرتا في محافظة الشمال.